# Kärrsjön (Huddinge socken, Södermanland)
Kärrsjön är en sjö i Botkyrka kommun och Huddinge kommun i Södermanland och ingår i Tyresåns huvudavrinningsområde. Sjön är 3 meter djup, har en yta på 0,0481 kvadratkilometer och är belägen 53 meter över havet. Sjöns östra del ingår i Gladö Kvarnsjöns naturreservat.

## Delavrinningsområde
Kärrsjön ingår i det delavrinningsområde (656597-162608) som SMHI kallar för Utloppet av Orlången. Medelhöjden är 46 meter över havet och ytan är 32,16 kvadratkilometer. Det finns ett avrinningsområde uppströms, och räknas det in blir den ackumulerade arean 45,14 kvadratkilometer. Avrinningsområdets utflöde Tyresån (Kålbrinksströmmen) mynnar i havet. Avrinningsområdet består mestadels av skog (61 procent). Avrinningsområdet har 3,46 kvadratkilometer vattenytor vilket ger det en sjöprocent på 10,4 procent. Bebyggelsen i området täcker en yta av 3,73 kvadratkilometer eller 11 procent av avrinningsområdet.
Kärrsjön avvattnas genom ett vattendrag som sträcker sig i en delvis djup ravin mellan det numera försvunna Skomakartorpet och det fortfarande existerande torpet Mellanberg. Strax norr om Mellanberg förs bäcken ihop med Kvarnbäcken som avvattnar den närbelägna, betydligt större Kvarnsjön. Kvarnbäcken har sitt utflöde i sjön Orlången. I Kärrsjön finns en bäverkoloni.

## Bilder

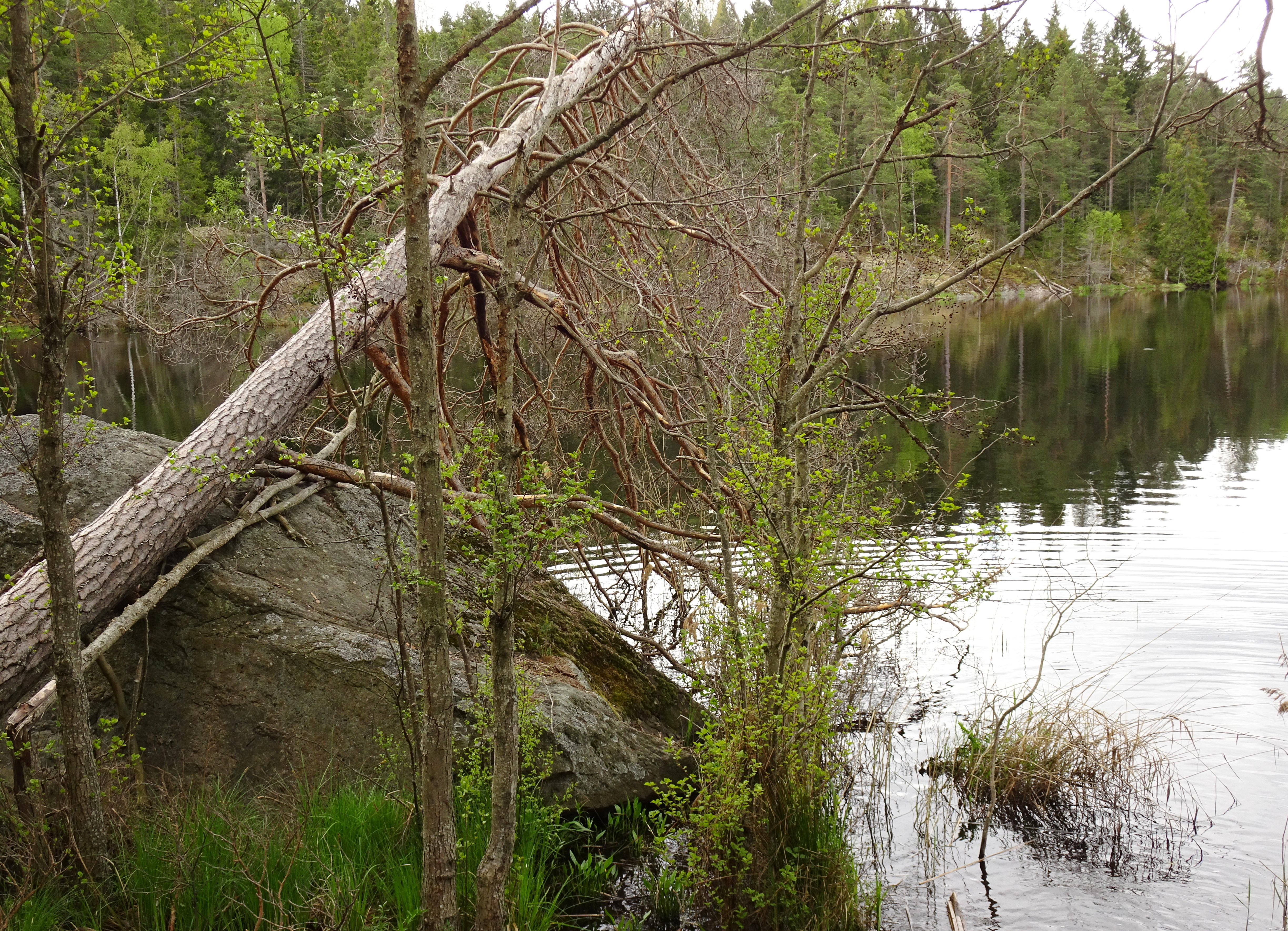
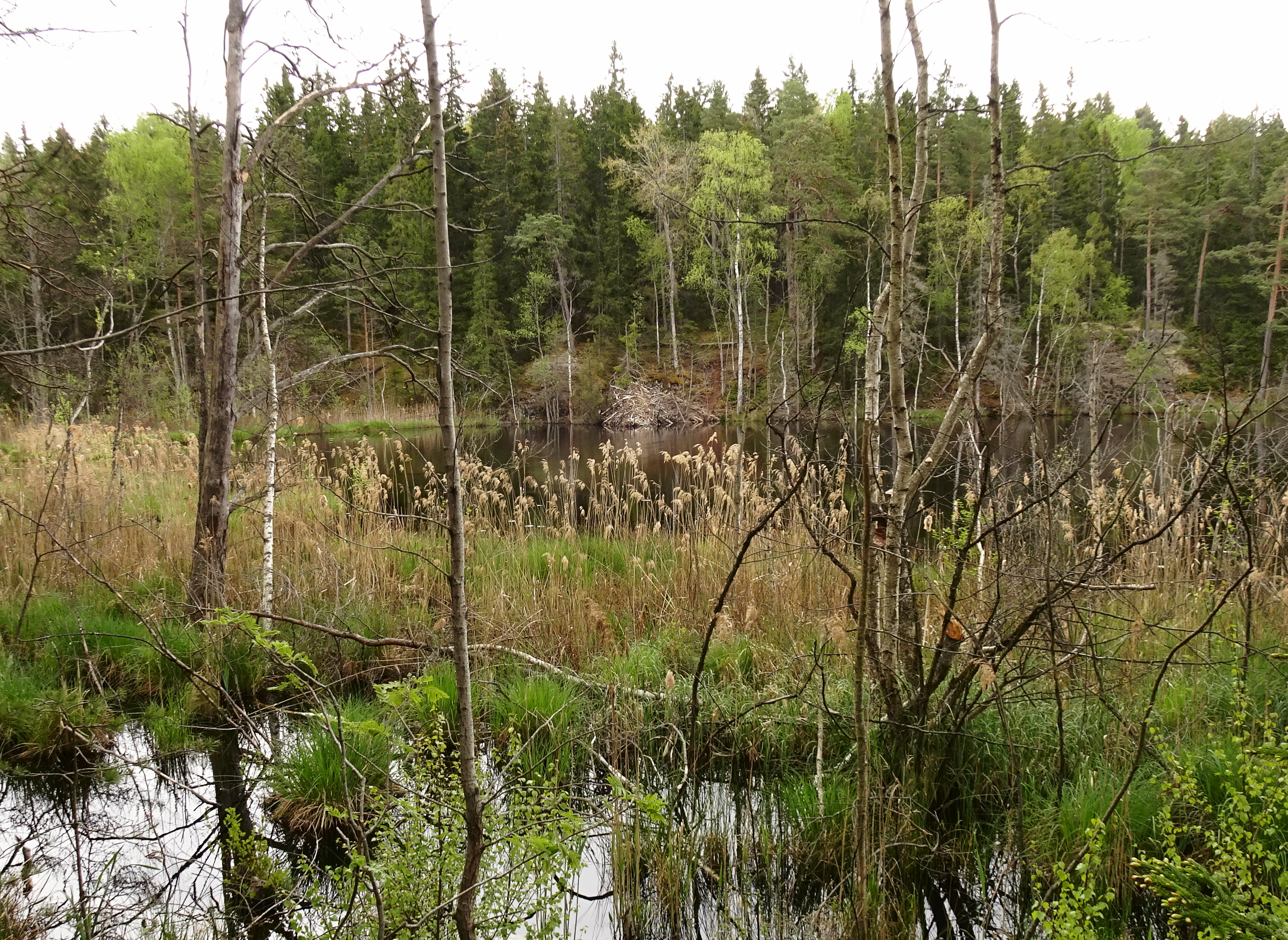
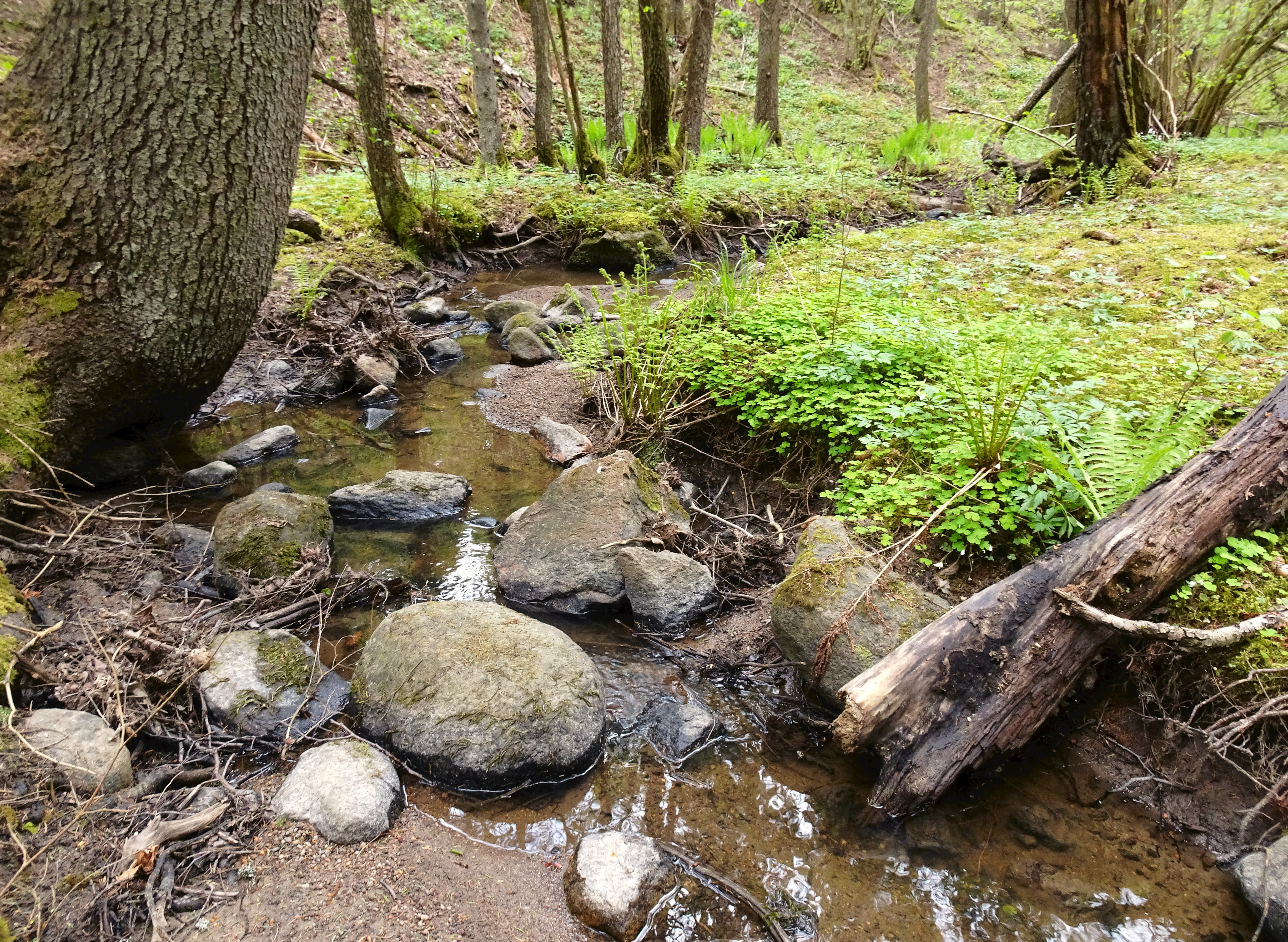
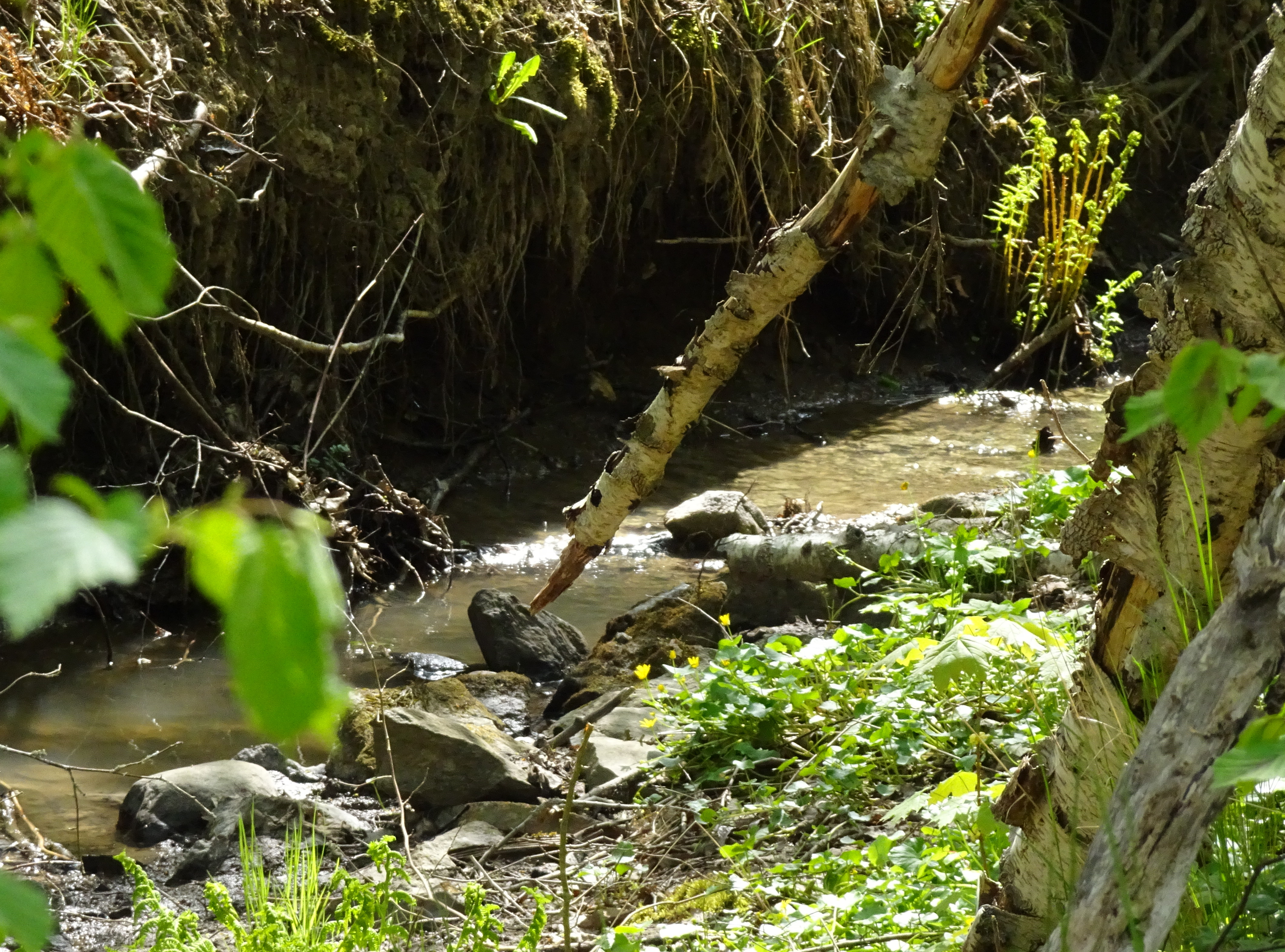